# Sciastes dubius
Sciastes dubius là một loài nhện trong họ Linyphiidae.
Loài này thuộc chi Sciastes. Sciastes dubius được miêu tả năm 1954 bởi Hackman.